# Glänzendschwarzer Getreideschimmelkäfer
Der Glänzendschwarze Getreideschimmelkäfer (Alphitobius diaperinus), seltener einfach als Getreideschimmelkäfer bezeichnet, ist ein Käfer aus der Familie der Schwarzkäfer (Tenebrionidae). Die Art stammt vermutlich aus Afrika, ist heute aber synanthrop beinahe weltweit verbreitet. Er gilt als gefürchteter Schädling in der Geflügelproduktion. Seine Larven, die den Mehlwürmern ähneln, werden als Futterinsekten in der Terraristik sowie für den Einsatz als Speiseinsekten in neuartigen Lebensmittelprodukten gezüchtet.

## Merkmale
Der Käfer erreicht eine Körperlänge von 5,5 bis 6 Millimeter. Er ist einfarbig braun oder schwarz gefärbt und glänzend, der ganze Körper verstreut punktiert. Der Körper ist in Aufsicht gestreckt eiförmig. Der Halsschild ist breiter als lang (quer), er ist an der Basis (der Seite zu den Flügeldecken hin) am breitesten und etwa so breit wie die Flügeldecken, nach vorn ist er in einem flachen Bogen verengt, seine Basis beiderseits tief ausgebuchtet, seine Hinterecken sind rechtwinklig. Die Vorderbrust ist auf der Hinterseite in einen spitzen Prosternalfortsatz ausgezogen, der in eine Aussparung der Mittelbrust eingelegt werden kann. Am Kopf sind die Wangen breiter als die Augen, stehen also zur Seite hin etwas vor, die Augen sind durch sie etwas ausgerandet. Die Antennen sind recht kurz, zurückgelegt erreichen sie nicht die Halsschildbasis. Sie sind nach vorn hin allmählich verdickt, aber ohne Fühlerkeule. Das Endglied der Unterkiefertaster ist dreieckig. Die Flügeldecken sind fein gestreift mit feinen Punktreihen, die Zwischenräume zwischen ihnen sind flach oder nur seicht gewölbt. Die Schienen der Vorderbeine sind nach außen hin in einen stumpfen Zahn erweitert.
Die relativ hart sklerotisierte Larve erreicht im letzten Stadium eine Länge etwa zwischen 7 und 11, selten bis 14 Millimeter. Sie sind nach der Häutung milchweiß und werden später bräunlich. Der deutlich segmentierte Körper ist langgestreckt mit spitzem Hinterende, in dem das neunte Tergit in einen spitzen Urogomphus ausgezogen ist. Das zehnte Segment setzt daran ventral an und ist von oben nicht sichtbar. Am Kopf sitzen dreigliedrige Antennen, deren zweites Glied doppelt so lang ist wie das erste, das letzte trägt an der Spitze auffallende Sensillen. Die kräftigen Mandibeln sind zweispitzig mit einer basalen Kaufläche (Mola), sie sind etwas asymmetrisch. Die drei kurzen Beinpaare sind fünfgliedrig mit kräftigen, gekrümmten Klauen.

## Biologie und Lebensweise
Der Glänzendschwarze Getreideschimmelkäfer lebt im Freiland in verschiedenen Tierbauten und Vogelnestern, besonders häufig in den Guano-Schichten in Höhlen, in denen Fledermäuse leben. Heute kommt er aber meist als Vorratsschädling in oft schlecht geführten und verschmutzten Getreidesilos und anderen Vorratslagern mit Pflanzenprodukten oder in Streu und Abfällen in Geflügelzuchtbetrieben vor. In Tierzuchtbetrieben lebt er bei ausreichender Feuchtigkeit auch in Zwischendecken, den unteren Schichten von Bodenbelägen oder Spalten des Fußbodens. Als ursprünglich tropische Art ist er auf feuchte, sehr warme Umweltbedingungen angewiesen. Die sehr polyphagen Larven ernähren sich neben verschütteten Futtermitteln von Vogel- und Fledermauskot und Schimmelpilzen, sie können als Prädatoren an kranken Jungtieren oder an Aas auftreten und auch Federn verwerten.
Weibchen legen während ihres Lebens etwa 200 bis 400, selten bis zu 2000, Eier in Spalten nahe dem Nahrungssubstrat ab. Die Art durchläuft sechs bis elf Larvenstadien, die Entwicklung bis zum Adulttier dauert etwa 40 bis 100 Tage. Optimal für die Art sind Temperaturen von 30 bis 33 °C bei etwa 90 Prozent Luftfeuchte. Larven und Käfer sind nachtaktiv, sie sind sehr bewegungsaktiv. Zur Verpuppung fressen die Larven Gänge und eine Puppenwiege in angrenzende Materialien, wobei sie Isoliermaterial und Bodenbeläge zerstören können. Die adulten Käfer sind langlebig und leben oft ein, manchmal bis zu zwei Jahre.

## Wirtschaftliche Bedeutung

### Schädling
In der Geflügelzucht gelten Getreideschimmelkäfer als einer der bedeutendsten Schädlinge. Durch die Gänge in Isoliermaterial und Bodenbelägen werden Materialien geschädigt, es ist auch ein dadurch erhöhter Heizenergiebedarf nachweisbar. Besonders gefürchtet sind sie aber als Vektoren von Parasiten und Krankheitserregern beim Geflügel. Einige der verbreiteten Stämme, etwa von Salmonellen, können auch humanpathogen den Menschen befallen. Außerdem produzieren die Larven als Abwehrstoffe hochreaktive Chinone, die bei Arbeitern in Geflügelbetrieben Dermatitis, Asthma und andere Erkrankungen auslösen. Die Art tritt auch in deutschen Geflügelställen auf und wurde auch hier bereits schädlich, tritt aber in Deutschland nur synanthrop und nicht im Freiland auf.
Die Art ist als Vorratsschädling in Getreide von geringer Bedeutung. Die Tiere kommen überwiegend an schon vorgeschädigtem, verschimmeltem Getreide vor. Von der Art befallene Vorräte und Getreideprodukte wie Brot und Mehl im Haushalt sind ungenießbar und müssen umgehend entsorgt werden.

### Nutzung als Speiseinsekt

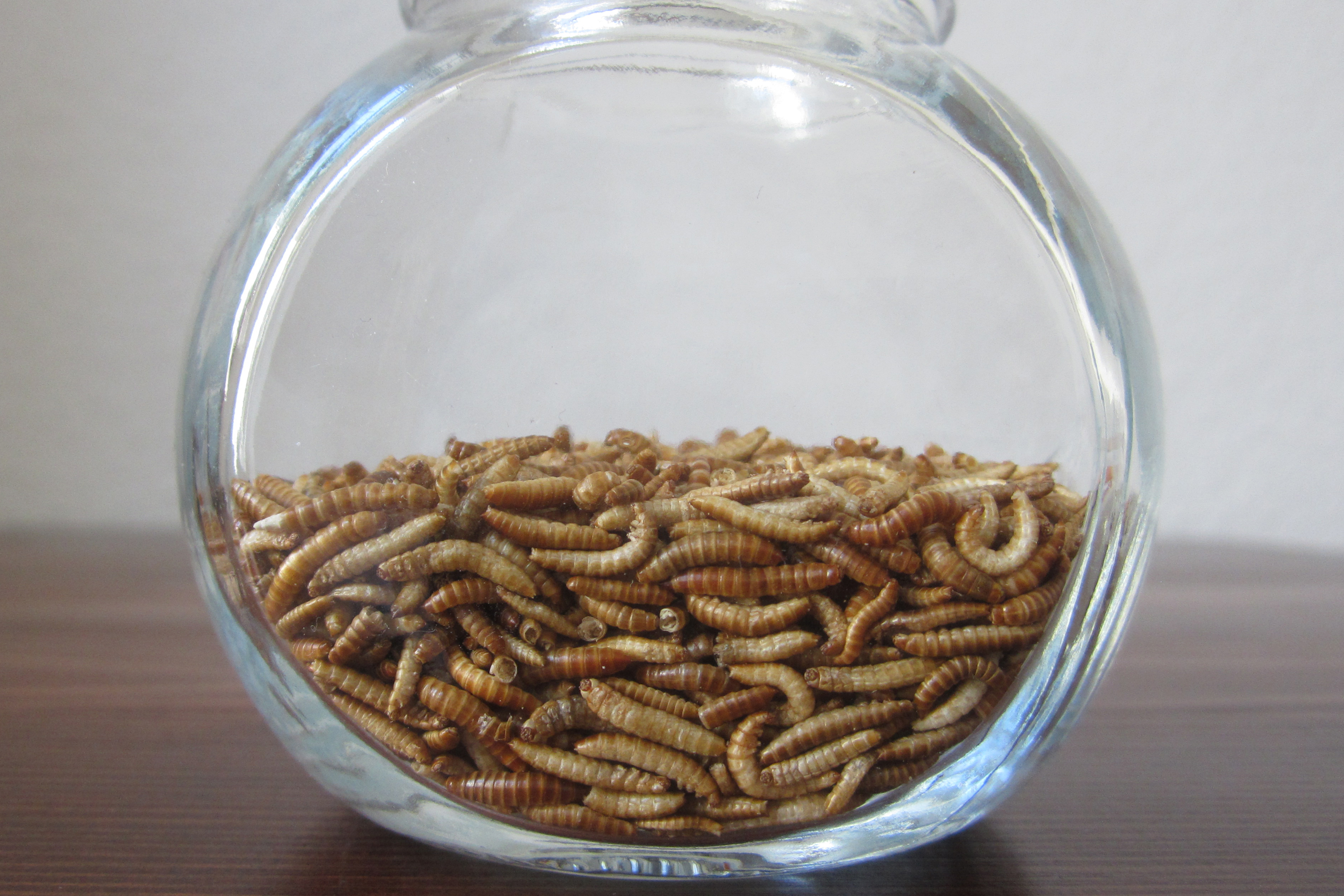
Gefriergetrocknete Getreideschimmelkäfer-Larven (Buffalowürmer) als Lebensmittel

Die Larven des Glänzendschwarzen Getreideschimmelkäfers werden für den menschlichen Verzehr gezüchtet und zu Lebensmitteln verarbeitet. Im Futtermittel- und Lebensmittelhandel werden die Larven fast ausschließlich unter dem Handelsnamen Buffalowürmer vermarktet. Der Käfer wird daher in diesem Zusammenhang umgangssprachlich auch als Buffalokäfer bezeichnet.
Am 4. Juli 2022 veröffentlichte die Europäische Behörde für Lebensmittelsicherheit eine Stellungnahme, die die Sicherheit von gefrorenen und gefriergetrockneten Larven des Glänzendschwarzen Getreideschimmelkäfers für den menschlichen Verzehr bestätigt. Die Zulassung als neuartiges Lebensmittel in der EU erfolgte mit der Durchführungsverordnung 2023/58 der Kommission vom 5. Januar 2023.
Bei Lebensmitteln mit Getreideschimmelkäfer-Larven handelt es sich bisher um Nischenprodukte mit sehr geringer wirtschaftlicher Bedeutung. Diese haben aber wegen der Neuartigkeit eine hohe Aufmerksamkeit erregt. Als erster deutscher Einzelhändler nahm die Rewe Group im April 2018 einen Hamburger-Bratling mit diesen Larven als Zutat ins Angebot auf. Anfang 2019 verkaufte die Hamburger-Kette Hans im Glück testweise einen Burger mit Pattys desselben Herstellers, die gemahlene Getreideschimmelkäfer-Larven als Zutat enthielten.

### Nutzung als Tierfutter
Weiter verbreitet ist die Zucht der Larven als Futterinsekten für Vögel und Terrarientiere. Auch hier wird der Handelsname Buffalowürmer genutzt. Dieser kann sich aber auch auf die verwandte Art Alphitobius laevigatus beziehen, sodass es zu Verwechslungen kommen kann. Eine genaue Detektion der Art ist mittels PCR-Methode möglich.
Neben der Nutzung für Heimtiere gehört der Glänzendschwarze Getreideschimmelkäfer zu den sieben Insektenarten, die in der Europäischen Union für den Einsatz in Futtermitteln für die Aquakultur sowie für Geflügel und Schweine zugelassen sind.

## Taxonomie und Systematik
Die Art wurde von Panzer nach Tieren aus Deutschland („Germanica“) unter dem Namen Tenebrio diaperinus erstbeschrieben. Es gibt zahlreiche weitere wissenschaftliche Synonyme: Tenebrio ovatus Herbst, 1799, Uloma opatroides Brullé, 1838, Cryptops ulomoides Solier, 1851, Crypticus longipennis Walker, 1858, Phaleria rufipes Walker, 1858, Proselytus caffer Fåhraeus, 1870.
Die Gattung Alphitobius umfasst 15 Arten, von denen alle bis auf zwei in Afrika südlich der Sahara, einschließlich der Insel Madagaskar, leben; auch die zweite außerafrikanische Art Alphitobius laevigatus (Fabricius, 1781) kommt in Europa vor, wird hier aber seltener gemeldet als A. diaperinus. Sie wird innerhalb der Unterfamilie Tenebrioninae der Tribus Alphitobiini zugeordnet.